# Wahlen zum Repräsentantenhaus der Vereinigten Staaten 1868
Die Wahlen zum Repräsentantenhaus der Vereinigten Staaten 1868 fanden ab dem 1. Juni 1868 statt. Dabei wurden in den Vereinigten Staaten an verschiedenen Wahltagen die Abgeordneten des Repräsentantenhauses gewählt. Die Wahlen waren Teil der allgemeinen Wahlen zum 41. Kongress der Vereinigten Staaten in jenem Jahr, bei denen auch ein Drittel der US-Senatoren gewählt wurden. Gleichzeitig fand auch die Präsidentschaftswahl des Jahres 1868 statt, die der Republikaner Ulysses S. Grant gewann. Überschattet waren die Wahlen von den Diskussionen um Fragen die die Rekonstruktion betrafen.
Zum Zeitpunkt der Wahlen bestanden die Vereinigten Staaten aus 37 Bundesstaaten. Allerdings waren immer noch vier Staaten, die vormals Mitglied der Konföderierten Staaten gewesen waren, nicht wieder in die Union eingegliedert und waren von den Wahlen ausgeschlossen. Dabei handelte es sich um Virginia, Mississippi, Texas und Georgia, die dann im Verlauf der Legislaturperiode mit Kongressvertretungen versehen wurden. Sechs andere ehemalige Südstaaten waren während der vorherigen Legislaturperiode aufgenommen worden und bereits wieder im Kongress vertreten. Wegen der vier noch fehlenden Staaten fand die Wahl nur in 33 Staaten statt. Die Zahl der zu wählenden Abgeordneten war 243. Die Sitzverteilung basierte auf der Volkszählung von 1860.
Bei den Wahlen konnten die Republikaner ihre absolute Mehrheit behaupten. Trotz der Anhebung der Anzahl der Sitze im Repräsentantenhaus verloren sie aber zwei Mandate. Die Demokraten gewannen vor allem in den zurückgekehrten Südstaaten Stimmen hinzu, auch wenn sich dort die Republikaner ebenfalls vorübergehend einige Mandate sichern konnten. Ein Wahlkampfthema war noch immer die umstrittene Rekonstruktionspolitik der Radikalen Republikaner.
Frauen waren weder wahlberechtigt noch wählbar. In vielen Bundesstaaten waren auch Afroamerikaner von der Wahl ausgeschlossen. Die Einschränkung für afroamerikanische Männer bestand bei diesen Wahlen zum letzten Mal. Nach der Verabschiedung des 15. Zusatzartikel zur Verfassung der Vereinigten Staaten im Jahr 1870 waren sie ab diesem Jahr wahlberechtigt und wählbar.

## Wahlergebnis
- Demokratische Partei 67 (47) Sitze
- Republikanische Partei 171 (173) Sitze
- Sonstige: 5 (4) Sitze

Gesamt: 243
In Klammern sind die Ergebnisse der letzten Wahl zwei Jahre zuvor. Veränderungen im Verlauf der Legislaturperiode, die nicht die Wahlen an sich betreffen, sind bei diesen Zahlen nicht berücksichtigt, werden aber im Artikel über den 41. Kongress im Abschnitt über die Mitglieder des Repräsentantenhauses bei den entsprechenden Namen der Abgeordneten vermerkt. Das Gleiche gilt für Wahlen in Staaten, die erst nach dem Beginn der Legislaturperiode der Union beitraten bzw. die wieder die Union aufgenommen wurden. Daher kommt es in den Quellen gelegentlich zu unterschiedlichen Angaben, da manchmal Veränderungen während der Legislaturperiode in die Zahlen eingearbeitet wurden und manchmal nicht.